# Elattoneura
Elattoneura là một chi chuồn chuồn ngô thuộc họ Protoneuridae. Nó gồm các loài:
- Elattoneura caesia
- Elattoneura cellularis
- Elattoneura frenulata
- Elattoneura glauca
- Elattoneura leucostigma
- Elattoneura nigra
- Elattoneura pasquinii